# Cayuga (Indiana)
Cayuga ist a eine Town in der Eugene Township des Vermillion County  im Bundesstaat Indiana in den Vereinigten Staaten. Bei der Volkszählung 2010 hatte die Stadt 1162 Einwohner.

## Geschichte
Als die Stadt am 20. September 1827 gegründet wurde, hieß sie zuerst Eugene Station, wurde aber auch „Osonimon“ nach einem einst hier lebenden Häuptling genannt. Der Ort wurde später nach dem Dorf Cayuga und Cayuga Lake im Bundesstaat New York umbenannt. Ein früher Siedler namens John Groenendyke stammte ursprünglich aus Cayuga County (New York). Er zog 1818 zunächst nach Vigo County und dann 1819 in das Gebiet, das später Vermillion County wurde. Der Name basiert auf dem Irokesen-Begriff „Gwa-u-geh“, was „der Ort des Herausnehmens“ bedeutet. Die lokale Legende schreibt den Namen dem Klang zu, der von der Hupe eines Ford Modell T erzeugt wird. Die Stadt wurde um 1891 nach Eugene Township eingemeindet.
In Cayuga ist seit 1886 ein Postamt ansässig.

## Geographie

Karte von Cayuga

Cayuga liegt an der Kreuzung der Indiana State Road 63 und Indiana State Road 234 in der nördlichen Hälfte des Countys nahe dem Zusammenfluss von Vermilion River und Wabash River. Laut der Volkszählung von 2010 hat Cayuga eine Gesamtfläche von 2,62 km².

## Demographie
Nach der Volkszählung von 2010 lebten in der Stadt 1162 Menschen in 475 Haushalten und 329 Familien. Die Bevölkerungsdichte betrug 444 Einwohner je km². Die Bevölkerung der Stadt bestand zu 97,8 % aus Weißen, zu 0,2 % aus Afroamerikanern, zu 0,5 % aus amerikanischen Ureinwohnern, zu 0,1 % aus Asiaten und 1,5 % aus anderen ethnischen Bevölkerungsgruppen. 0,5 % der Bevölkerung waren spanischer oder lateinamerikanischer Abstammung.
Von den 475 Haushalten hatten 29,9 % Kinder unter 18 Jahren, 50,5 % waren verheiratete Paare. 13,7 % der Haushalte hatten einen weiblichen Haushaltsvorstand ohne Ehemann, 5,1 % einen männlichen Haushaltsvorstand ohne Ehefrau und 30,7 % waren keine Familien. 26,7 % aller Haushalte bestanden aus Einzelpersonen. 14,9 % der Einwohner hatten jemanden, der allein lebte und 65 Jahre oder älter war. Die durchschnittliche Haushaltsgröße betrug 2,45 und die durchschnittliche Familiengröße 2,89.
Das Durchschnittsalter in der Stadt betrug 43,2 Jahre. 22,5 % der Einwohner waren jünger als 18 Jahre; 8,4 % waren zwischen 18 und 24 Jahre alt; 21,4 % waren 25 bis 44; 30,1 % waren 45 bis 64; und 17,6 % waren 65 Jahre alt oder älter. Die geschlechtsspezifische Zusammensetzung der Stadt betrug 48,2 % Männer und 51,8 % Frauen.